# Il cammino di Gigi D'Agostino
Il cammino di Gigi D'Agostino è stato un programma musicale, in onda sull'emittente radiofonica m2o.

## Il programma
Il programma, la cui trasmissione è iniziata il 10 settembre 2005, vedeva la produzione e la conduzione del dj Gigi D'Agostino, affiancato originariamente da Luca Noise, poi anche da Dj Maxwell (dal novembre 2007) e Elena Tanz. Il genere di musica proposto spaziava dai primi successi dance di Gigi D'Agostino di fine anni novanta sino alle ultime sperimentazioni di genere Lento violento, caratterizzato da velocità ridotte e violenza nelle casse e nei bassi.
Il programma andava in onda originariamente il sabato dalle ore 19.00 alle ore 20.00. A partire da febbraio 2006 divenne quotidiano dal lunedì al sabato dalle ore 18.00 alle ore 19.00. Infine venne spostato da marzo 2007 dal lunedì al sabato dalle ore 14.00 alle ore 15.00.
Nel 2009 è stato sostituito da un nuovo programma di Gigi D'Agostino, Quello che mi piace, iniziato il 10 ottobre 2009 ed interrotto il 26 dicembre dello stesso anno, nel momento in cui la direzione della radio aveva deciso di dare più spazio ai programmi parlati, suonando anche altri generi (come pop e raggaeton).